# 佐藤詩織 (バスケットボール)
佐藤 詩織（さとう しおり、1990年3月4日 - ）は、埼玉県出身の元バスケットボール選手である。ポジションはガード。

## 略歴
- 桜花学園高校 - アイシン・エィ・ダブリュ（2008年 - 2011年）

## 人物
児玉中では全中2位となる。
桜花学園高校では3年時に主将を務め、3冠を達成。
ウィンターカップ2007ではベスト５に選ばれた。
卒業後の2008年、アイシン・エィ・ダブリュに入社。
Wリーグでは29試合に出場。2011年、アイシン・エィ・ダブリュ退社。
クラブチーム、LOWSに所属。